# Nannophiura lagani
Nannophiura lagani är en ormstjärneart som beskrevs av Ole Theodor Jensen Mortensen 1933. Nannophiura lagani ingår i släktet Nannophiura och familjen trådormstjärnor. Inga underarter finns listade i Catalogue of Life.